# Larson Glacier
Larson Glacier är en glaciär i Antarktis. Den ligger i Västantarktis. Nya Zeeland gör anspråk på området. Larson Glacier ligger 70 meter över havet.
Terrängen runt Larson Glacier är kuperad åt sydväst, men åt nordost är den platt. Larson Glacier ligger nere i en dal. Trakten är obefolkad. Det finns inga samhällen i närheten.